# La sorte che colpì Sarnath
La sorte che colpì Sarnath (The Doom that Came to Sarnath) è un racconto breve di Howard Phillips Lovecraft scritto nel dicembre del 1919. Venne pubblicato per la prima volta sulla rivista Scot nel giugno del 1920 e poi, nel numero di giugno del 1938, dalla rivista Weird Tales.
La sorte che colpì Sarnath fa parte di quei racconti che furono direttamente ispirati all'autore da uno dei suoi sogni.

## Trama
Un segreto si cela nel passato della maestosa e fiorente città lacustre di Sarnath: essa infatti raggiunse l'apice della prosperità solo dopo che i suoi guerrieri ebbero distrutto un'altra città sulle rive del lago, Ib, i cui abitanti erano creature dalle fattezze semi-bestiali. Di quella civiltà non rimase che un idolo di pietra verde raffigurante Bokrug, il dio-rettile. Trascorsi mille anni dalla caduta di Ib, la gente di Sarnath assistette terrorizzata al riemergere del popolo scomparso dalle scure acque del lago.